# Grigori Iwanowitsch Kotow

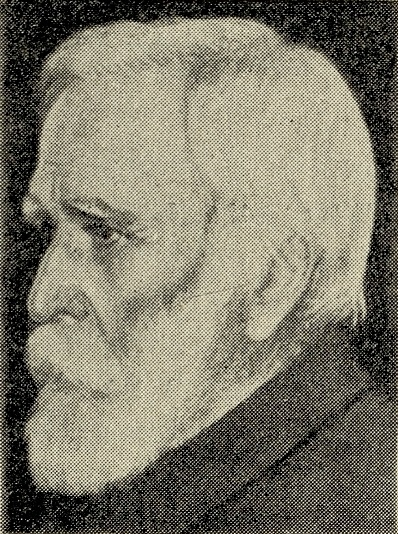
Grigori Iwanowitsch Kotow, 1937

Grigori Iwanowitsch Kotow (russisch Григорий Иванович Котов; * 23. Juni 1859 in Moskau, Kaiserreich Russland; † 1942 in Leningrad, Sowjetunion)  war ein russischer und sowjetischer Architekt, Restaurator und Lehrer. Er war Wirkliches Mitglied der Kaiserlichen Akademie der Künste. Kotow wirkte vor allem als Lehrer und Verwaltungsbeamter. Nur wenige seiner Projekte wurden realisiert, darunter sind die Kathedrale St. Nikolai in Wien und die Restaurierung der Mariä-Entschlafens-Kathedrale in Wladimir. Kotow publizierte über die Geschichte der russischen Architektur von der Antike bis zum 18. Jahrhundert.

## Leben und Werk
Kotow stammt aus einer Moskauer Kaufmannsfamilie 1878 schloss er die Moskauer Schule für Malerei, Bildhauerei und Architektur mit der Kleinen Silbermedaille für sein Projekt eines Konzertsaals ab.  1878 trat er in die Kaiserliche Akademie der Künste ein und erhielt dort 1882 eine Große Goldmedaille für das Projekt eines Freilufttheaters für 2000 Personen. Am 29. Oktober diesen Jahres wurde ihm der Titel eine Künstlers 1. Klasse verliehen. Damit verbunden war ein vierjähriges Stipendium. Kotow begab sich auf eine Studienreise nach Frankreich, Belgien, Italien und Deutschland.
Nach seiner Rückkehr trat er im September 1887 eine Stelle als Zeichenlehrer an der Berufsschule Zarewitsch Nikolaus in St. Petersburg an. Am  4. November 1887 wurde er in Würdigung seiner Verdienste als Stipendiat als Vollmitglied in die Kaiserliche Akademie der Künste aufgenommen. Ab Mai 1988 war er Adjunkt-Professor in der Architekturklasse der Akademie, ab 1889 außerordentlicher Dozent.
Im Mai 1891 wurde er verantwortlicher Architekt für die Instandsetzungsarbeiten an den Akademiegebäuden, im September 1889 zweiter Lehrer für Geschichte der Schönen Künste im 1. und 2. Studienjahr der Akademie.
Ab Oktober 1892 war er als Lehrer der Schule für Technisches Zeichnen des Baron Stieglitz beschäftigt. 1893 wurde er zum Mitglied des Bauausschusses des Büros der Institutionen von Kaiserin Maria (Ведомство учреждений императрицы Марии), einer staatlichen Wohltätigkeitsorganisation,  berufen.
Zum korrespondierenden Mitglied der Kaiserlichen Archäologischen Kommission wurde er 1895 ernannt, ein Jahr später zum Mitglied der Generalversammlung der Wirtschaftsverwaltung unter dem Heiligen Synod und zum Mitglied und Architekt des Technik- und Bauausschusses der Wirtschaftsverwaltung der Synode.
Eines der wenigen Projekte Kotows, die tatsächlich realisiert wurden, war die von 1893 bis 1899 erbaute Kathedrale St. Nikolai in Wien. Kotow griff in seinem Entwurf Elemente traditioneller russischer Architektur auf. Ebenfalls 1893 begann Kotow sich mit der Restaurierung der Mariä-Entschlafens-Kathedrale in Wladimir zu beschäftigen. Nach umfangreichen und langwierigen Voruntersuchen wurden die Restaurierungsarbeiten 1896 bis 1900 ausgeführt. Kotow rekonstruierte dabei den Bauzustand des 12. Jahrhunderts nach dem damaligen Wissensstand.
Für die Allrussische Industrie- und Handwerksausstellung 1896 entwarf er den Pavillon der Heeres- und Marineausstellung.
Ab dem 24. Oktober 1896 bis zum Herbst 1917 leitete er die Schule für Technisches Zeichnen des Baron Stieglitz als Direktor. Im Januar 1905 wurde er zum Professor der Künste VI. Klasse ernannt. Vom Januar 1915 bis zum 1. Januar 1920 war er ständiges Mitglied des Rates der Kaiserlichen Akademie der Künste. Nach den revolutionären Umbrüchen des Jahres 1917 war er als Lehrer am Höheren Leningrader Künstlerisch-Technischen Institut tätig, welches aus der Schule des Baron Stieglitz hervorgegangen war. Von 1922 bis 1929 war er Dozent an der Petrograder Staatlichen Universität.
Kotow verhungerte 1942 in Leningrad während der deutschen Blockade der Stadt.

## Projekte
- Entwurf der Städtischen Duma Moskau, zusammen mit Michail Timofejewitsch Preobraschenski, Wettbewerbsprojekt. 2. Preis, 1889
- Entwurf der Alexander-Newski-Kathedrale in Warschau, geschlossener Wettbewerb, 1893, nicht realisiert

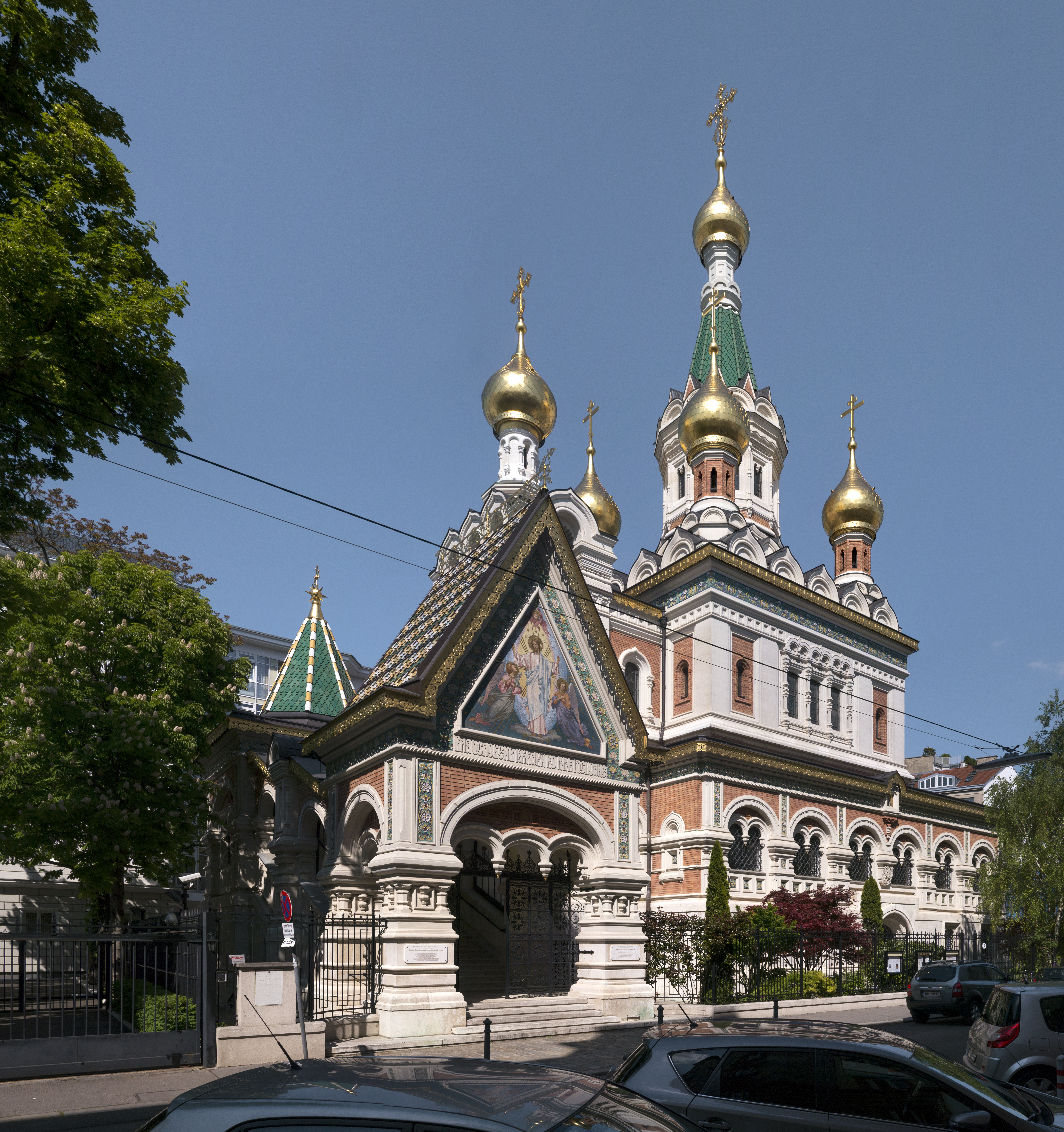
Kathedrale St. Nikolai in Wien, 1893–1899
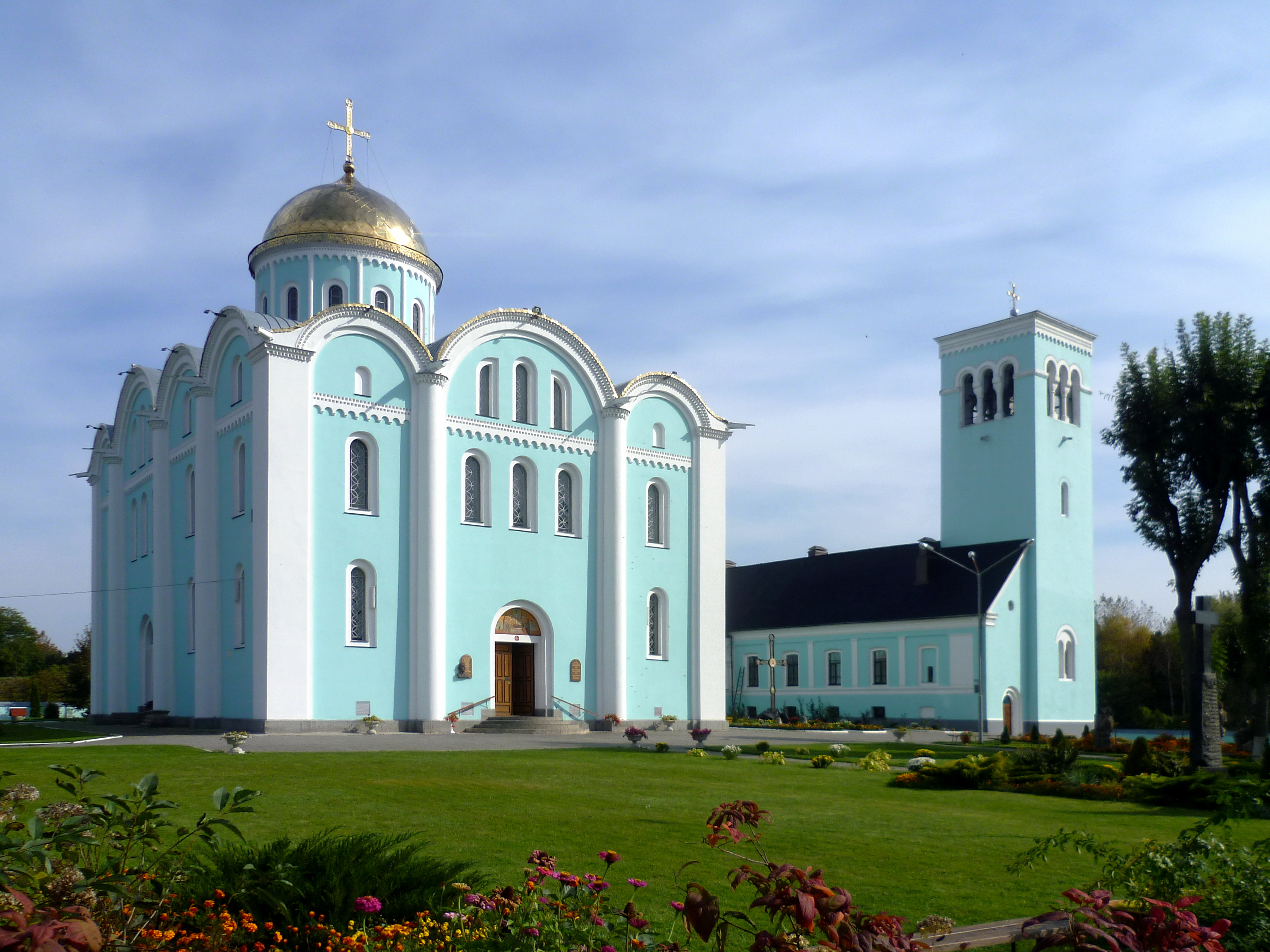
Restaurierung der Mariä-Entschlafens-Kathedrale in Wladimir
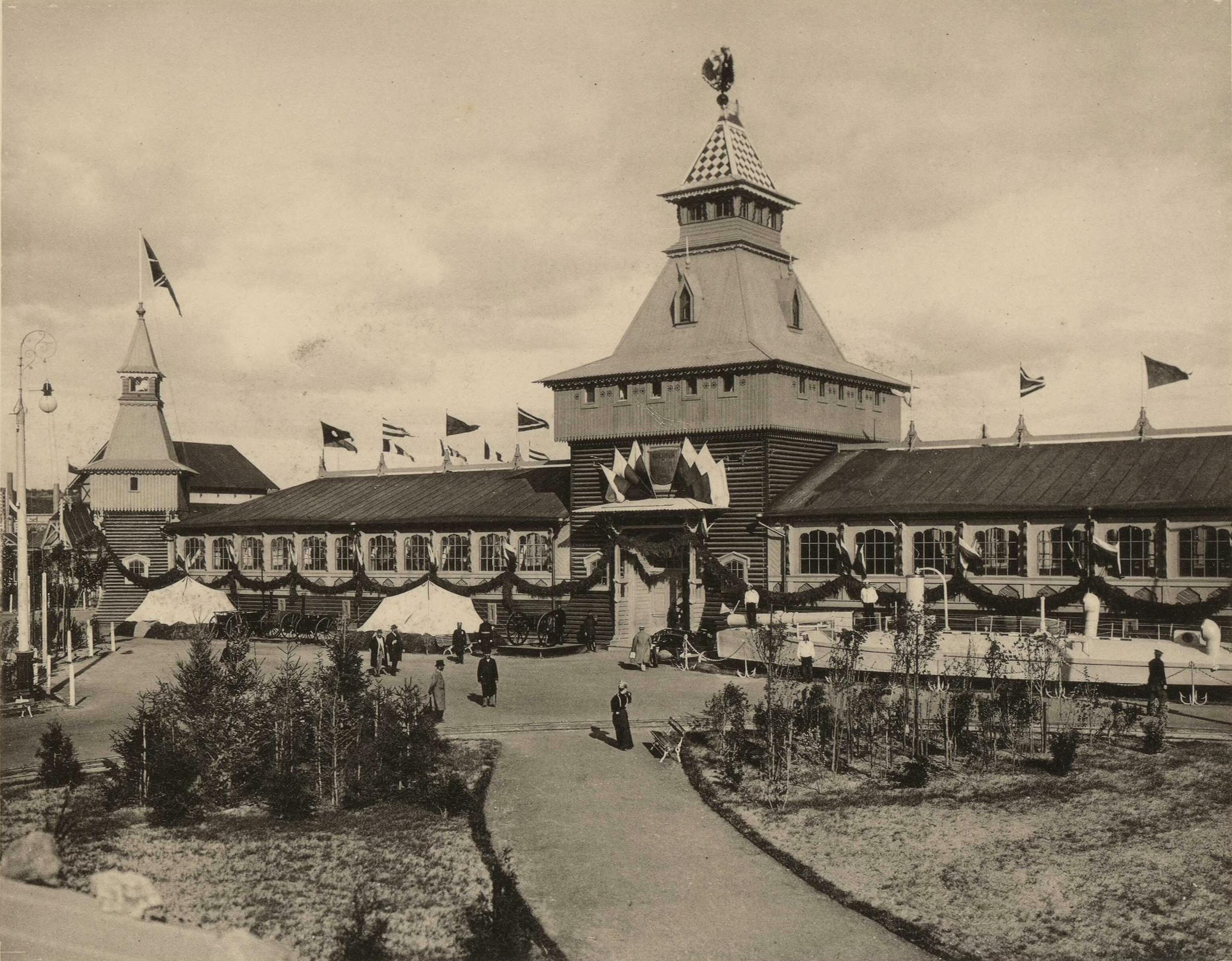
Pavillon der Heeres- und Marineausstellung auf der Allrussischen Industrie- und Handwerksausstellung, 1896

- Entwurf eines Plafonds für das Staatliche Dramentheater St. Petersburg, 1932  - Kathedrale St. Nikolai, Wien
  - Mariä-Entschlafens-Kathedrale, Wladimir
  - Pavillon der Heeres- und Marineausstellung auf der Allrussischen Industrie- und Handwerksausstellung, 1896

## Publikationen
- Григорий Иванович Котов: Бахчисарайский дворец. In: Зодчий. 1. Auflage. 1895, S. 1–5 (russisch).
- Григорий Иванович Котов: Материалы для истории русского гражданского зодчества. In: Труды I съезда русских зодчих в Петербурге в 1892 году. Санкт-Петербург 1894 (russisch).
- Григорий Иванович Котов: Некоторые заметки о реставрации древних зданий. In: Труды I съезда русских зодчих в Петербурге в 1892 году. Санкт-Петербург 1894, S. 21–25 (russisch).
- Григорий Иванович Котов: О развитии русской архитектуры в XVIII веке. In: Труды второго съезда русских зодчих. Москва́ 1899, S. 122–138 (russisch).
- Григорий Иванович Котов: Очертание арок во Владимиро-Суздальском зодчестве XII века. In: Сообщения ГАИМК. Band, Nr. 2. Москва́ 1929, S. 450–474 (russisch, rusarch.ru).

## Karriere
- Hofrat (1891)[A 4]
- Kollegienrat (1895)
- Staatsrat (1899)
- Wirklicher Staatsrat (1909)

## Auszeichnungen
- Orden des Heiligen Stanislaus 3. Klasse, 1891
- Annenorden 3. Klasse, 1895
- Orden des Heiligen Stanislaus 2. Klasse, 1898
- Annenorden 2. Klasse, 1900
- Orden des Heiligen Wladimir 4. Klasse, 1904
- Orden des Heiligen Stanislaus 1. Klasse, 1915